# Svend Oluf Schinck
Svend Oluf/Ove Schinck (født 1951) er en tidligere dansk atlet. Han var medlem af Vidar Sønderborg og senere i Skovbakken.

## Danske mesterskaber
- Sølv 1978 Trespring 14,33
- Guld 1973 Trespring 15,05
- Bronze 1973 Længdespring 7,21
- Bronze 1972 Trespring 13,75
- Bronze 1970 Trespring 14,27

## Personlige rekorder
- Trespring 15,05 (1973)
- Længdespring 7,21 (1973)